# Abdullah Malallah
 Abdullah Malallah  (sinh ngày 5 tháng 7 năm 1983) là một cầu thủ bóng đá Các Tiểu vương quốc Ả Rập Thống nhất. Hiện tại anh thi đấu cho Ajman Club.